# Vattenvårdsförbund
Vattenvårdsförbund är organisationer som bevakar frågor om hur ett vattensystems resurser tillvaratas och skyddas. Ett sådant förbund kan bestå av stater lika väl som av lokala förvaltningar, privata företag och olika organisationer. Ett svenskt vattenvårdsförbund är Göta älvs vattenvårdsförbund, bildat 1957, och ett internationellt är Internationella kommissionen för skyddet av Donau (ICPDR), bildat 1998 som bevakar Donau.